# James Jeggo
James Jeggo (Viena, Austria, 12 de febrero de 1992) es un exfutbolista australiano que jugaba de centrocampista.

## Clubes
| Club                    | País      | Año       | Partidos | Goles |
| ----------------------- | --------- | --------- | -------- | ----- |
| Melbourne Victory F. C. | Australia | 2011-2014 | 34       | 3     |
| Adelaide United F. C.   | Australia | 2014-2016 | 43       | 2     |
| S. K. Sturm Graz        | Austria   | 2016-2018 | 73       | 1     |
| F. K. Austria Viena     | Austria   | 2018-2020 | 55       | 1     |
| Aris Salónica F. C.     | Grecia    | 2020-2022 | 55       | 0     |
| K. A. S. Eupen          | Bélgica   | 2022-2023 | 25       | 0     |
| Hibernian F. C.         | Escocia   | 2023-2024 | 45       | 0     |
| Melbourne City F. C.    | Australia | 2024-2025 | 19       | 0     |

Fuente: Transfermarkt.

## Palmarés

### Títulos nacionales
| Título          | Club                  | País      | Año  |
| --------------- | --------------------- | --------- | ---- |
| FFA Cup         | Adelaide United F. C. | Australia | 2014 |
| Copa de Austria | S. K. Sturm Graz      | Austria   | 2018 |
| A-League        | Melbourne City F. C.  | Australia | 2025 |